# Michal Reid
Michal „Mike“ Reid (* 25. August 1982 in Edmonton) ist ein ehemaliger kanadisch-polnischer Squashspieler.

## Karriere
Michal Reid spielte von 2004 bis 2010 auf der PSA World Tour und erreichte seine höchste Platzierung in der Weltrangliste mit Rang 119 im Juni 2009. Mit der kanadischen Nationalmannschaft nahm er 2009 an den Panamerikameisterschaften teil, bei denen er im Einzel im Achtelfinale ausschied und im Mannschaftswettbewerb Rang fünf belegte. Aufgrund seiner polnischen Herkunft begann er nach seiner Karriere auf der World Tour unter polnischer Flagge zu spielen und nahm mit der polnischen Nationalmannschaft an den Europameisterschaften 2013, 2014 und 2015 teil. 2012 wurde er polnischer Meister.

## Erfolge
- Polnischer Meister: 2012